# Мирзоян, Эрик Геворгович
Эрик Геворгович Мирзоян (род. 18 октября 2002, г. Москва, Россия) — российский музыкант, кларнетист, дудукист, солист Московской филармонии, обладатель премии «Золотой Щелкунчик» (2012), лауреат Первого Всероссийского телевизионного конкурса юных талантов «Синяя птица» (2015), обладатель премии «Молодые дарования России» от Министерства Культуры РФ (2016).
Выступает солистом на концертах оркестра маэстро Владимира Спивакова, выступает в Большом театре, театре «Геликон-опера», в залах Московской консерватории, в Камерном и Светлановском залах Дома Музыки, Концертном зале «Зарядье», Концертном зале имени П. И. Чайковского, по России и за рубежом.

## Биография
Эрик Мирзоян родился 18 октября 2002 года в Москве.
В возрасте 4 лет был принят в Детскую музыкальную школу имени В.М. Блажевича. Обучался игре на блок-флейте у Анны Прялкиной.
До 4 класса учился в школе № 1241 в Москве.
В 2010 году Эрик Мирзоян поступил в Центральную музыкальную школу при Московской консерватории им. Чайковского, которую он окончил с красным дипломом в 2021 году. В школе проходил обучение у Заслуженного артиста России, солиста оркестра «Большого театра» Владимира Ферапонтова (2010 — 2011), затем у Заслуженного артиста России, профессора МГК им. П.И. Чайковского Евгения Петрова (по состоянию на 2022 год продолжают занятия).
Эрик является постоянным приглашённым участником 8-18 международного фестиваля «Москва встречает друзей», в рамках которого даёт концерты по России и выступает лично с маэстро Владимиром Спиваковым.
С 2018 года Эрик является постоянным участником фестиваля Министерства культуры РФ «Цветы России», в рамках которого Эрик выступал в консерватории Милана, в Концертном зале имени Шумана в Дюссельдорфе, в концертных залах консерватории Словении, Сербии и Германии.
В 2019 году Эрик начал заниматься армянским инструментом дудук в классе имени Дживана Гаспаряна у Армена Ованнисяна при поддержке «Ассамблеи Армян». В 2020 году он играл для Дживана Гаспаряна в рамках его мастер-класса.
В 2019 году Эрик выпустил на все цифровые площадки свой сольный дебютный альбом «Eternity». В 2021 году сингл «Hungarian fantasy No.1», который возглавлял классический чарт iTunes “Top-200”, дебютировав с первого места.
В 2021 году после окончания ЦМШ при МГК имени П.И. Чайковского с красным дипломом об отличии поступил в Московскую государственную консерваторию имени П.И. Чайковского на «Оркестровый факультет» по специальности кларнет.
С октября 2022 года Эрик обучается в Barenboim-Said Akademie в Берлине у Маттиаса Гландера по классу кларнета, а также у Эммануэля Паю по классу камерного ансамбля.
Эрик Мирзоян является стипендиатом Международного благотворительного фонда Владимира Спивакова, МБФ Юрия Розума, а также Международного фонда сохранения и развития культуры и искусства «Артис Футура».

## Выступления
Некоторые из выступлений Эрика Мирзояна:

### 2013 год
- Эрик Мирзоян дебютировал с Молодёжным оркестром Армении под руководством Сергея Смбатяна в концертном зале имени Арама Хачатуряна в Ереване[6]
- Гала-концерт лауреатов конкурса «Щелкунчик» в посольстве в Вене
- Участие в III Международном Фестивале юных музыкантов в Ереване, после чего стал постоянным участником концертов международного фонда «Новые имена»
- Участие в благотворительном вечере, посвящённом Международному дню защиты детей, где выступил в знаменитом «Fernan de Gomez Theater» в Мадриде
- Выступление с оркестром в Филармоническом театре в Вероне
- Концерт в резиденции посла Российской Федерации в рамках «Ekaterinburg WorldExpo 2020» в Париже
- Выступление на открытии Международного телевизионного конкурса юных музыкантов «Щелкунчик» со знаменитым кларнетистом Игорем Фёдоровым в Концертном зале им. П. И. Чайковского

### 2014 год
- Выступления с оркестром «Виртуозы Москвы» под руководством маэстро Владимира Спивакова на концертных площадках России и Беларуси
- Выступление на фестивале юных солистов в «Большом зале Московской консерватории» с Московским Государственным симфоническим оркестром для детей и юношества под руководством Дмитрия Орлова
- Выступления в залах Московской Филармонии и МГК им. П.И. Чайковского

### 2015 год
- Международный фестиваль российской культуры «Почувствуй  Россию» в рамках программы «Одарённые дети» в Китае (Шанхай) и во Вьетнаме (Ханой), где представлял Российскую Федерацию[7]
- XVIII музыкальный фестиваль «Молодые таланты на Родине гения», который был посвящён 175-летию П. И. Чайковского в городе Ижевск (Удмуртия Республика). Эрик выступал с Государственным Симфоническим оркестром Удмуртской республики под управлением Николая Роготнёва
- Первый сольный концерт в зале  «Филармония 2» с оркестром «Виртуозы Москвы» под руководством маэстро Владимира Спивакова
- Выступление на проекте «Синяя птица» с народными артистами России Денисом Мацуевым и Юрием Башметом

### 2016 год
- «Танцы со звездами» с советским и российским хореографом Аллой Сигаловой[8]
- Общероссийский конкурс «Молодые дарования России», где получил диплом лауреата от Министра Культуры Российской Федерации В.Р. Мединского
- Концерты в Париже в концертном зале «Foundation Louis Vuitton»
- Выступление на открытии ХIII Международного фестиваля «Москва встречает друзей» с оркестром «Виртуозы Москвы» под руководством маэстро Владимира Спивакова в «Светлановском зале» Дома Музыки
- Выступления в городах Мадрид и Сантьяго де Компостела (Испания) в театре "Principal" и Кафедральном соборе города

### 2017 год
- Сольный концерт в «Большом зале Московской  консерватории» с симфоническим оркестром студентов московской консерватории под руководством дирижёра Анатолия Левина
- Представлял Российскую Федерацию на концерте «Россия-Сербия. Мост дружбы», направленного на поддержку русско-сербских отношений от фонда Андрея Первозванного
- Эрик участвовал в концертах благотворительности и милосердия «Белый цветок»
- Участник концертного тура победителей юношеских международных конкурсов «Junior Music Tour», в рамках которого он выступает в филармониях по всей России
- Эрик выступал на Саммите Россия-АСЕАН в Сочи от ОЦ «Сириус»
- Выступление в посольстве РФ в Берлине (Германия)
- Выступления в консерваториях Любляны и Марибора (Словения), а также в Мюнхене (Германия) в рамках фестиваля «Цветы России» Министерства культуры РФ
- Выступления в Бадене и в Цюрихе (Швейцария) по приглашению школы музыки имени Захара Брона

### 2018 год
- Выступление с симфоническим оркестром «Новая музыка» в «Большом Зале Московской консерватории» с дирижёром «Большого театра», кларнетистом Алексеем Богорадом
- Дебют в спектакле «Летучая мышь» в театре «Геликон-опера», а также концерты в театре
- Участие в фестивале Алины Кабаевой «Алина-2018» в «ЦСКА Арена»
- Выступления в залах МГК им. П.И. Чайковского
- Выступление в консерватории Милана (Италия) от Министерства культуры РФ

### 2019 год
- Выступления в городах: Мадрид, Сантьяго де Компастела, Санченчо, Нигран в рамках фестиваля «Peregrinos Musicales» в Испании, где также выступил в сопровождении Королевского оркестра Испании под руководством Максимино Зумалаве
- Тур по городам Германии (9 концертов в городах: Gutersloh, Bielefeld, Harsewinkel, Verl, Greffen, Detmold)
- Выступление в Концертном зале имени Шумана в Дюссельдорфе (Германия)
- Выступление в Большом зале «Зарядье» с оркестром «Новая Россия»
- Выступление в Сочи на открытии планетария и закрытии САММИТА «Большие вызовы» от ОЦ «Сириус»
- Участие и выступление на «Международном культурном форуме» в Санкт-Петербурге
- Международный форум добровольцев в Сочи

### 2020 год
- Выступления в «Большом театре», залах МГК им. П.И. Чайковского и Дома Музыки

### 2021 год
- Концертный тур «Молодые звёзды классической музыки» по городам России, где выступил в филармониях с оркестрами: Нижнего-Новгорода, Казани, Уфы, Красноярска, Новосибирска, Омска, Волгограда. Финальной точкой тура стал Гала-концерт в Концертном зале «Зарядье» в Москве с Государственным оркестром имени Светланова.
- Сольный концерт в Малом зале консерватории вместе с камерным оркестром «Fiori Musicali» под руководством Климентия Катенина
- Благотворительные концерты для ветеранов ВОВ от Следственного комитета РФ
- Выступления в залах Московской Филармонии и Дома Музыки
- Выступления в «Большом зале Московской консерватории» в составе Концертного симфонического оркестра Московской консерватории в качестве солиста группы кларнетов вместе с: Денисом Мацуевым, Николаем Луганским, Екатериной Мечетиной, Вадимом Руденко, Павлом Нерсесьяном, Михаилом Воскресенским и многими другими

## Дискография
- Дебютный альбом «Eternity» с музыкой Брамса, Шумана и Рахманинова (2019)
- Сингл «Hungarian fantasy No.1» (2021)

## Награды и премии
- Обладатель «Золотого Щелкунчика» и Гран-при 13 международного телевизионного конкурса юных музыкантов «Щелкунчик» (2012)[9]
- Лауреат 1 премии Международного конкурса «Музыкальное восхождение» (2014)[10]
- Лауреат 1 премии «Третьего Московского открытого конкурса-фестиваля имени Ю.Н. Должикова» (2014)
- Лауреат Первого Всероссийского открытого телевизионного конкурса юных талантов «Синяя птица». Также на проекте Эрик выступил с народными артистами России Денисом Мацуевым и Юрием Башметом (2015)[11]
- Гран-При на Первом Всероссийском интернет-конкурсе «Музыкальные таланты России» (2015)[12]
- Гран-При «Молодые дарования России» (2016)[2]
- Лауреат I Всероссийского конкурса молодых музыкантов «Созвездие» (2019)
- Финалист Международного конкурса «Classic Winds» в Дубае (ОАЭ)[13]
- Эрик занесён в Международную энциклопедию деятелей культуры, искусства и СМИ Армении[14]
- Стипендиат Правительства РФ[15]
- Лауреат 1 премии «Второго Международного конкурса фортепиано для других специальностей» МГК им. П.И. Чайковского в номинации «фортепиано соло»[16]

## Социальные сети
- Instagram - верифицированная страница в Instagram
- VK - верифицированная страница в VK
- Facebook - официальная страница в Facebook
- Telegram - верифицированный канал в Telegram
- YouTube - официальный канал в YouTube
- Twitter - официальный аккаунт в Twitter